# Phyllopertha intermixta
Phyllopertha intermixta är en skalbaggsart som beskrevs av Gilbert John Arrow 1913. Phyllopertha intermixta ingår i släktet Phyllopertha och familjen Rutelidae. Inga underarter finns listade i Catalogue of Life.